# Heterobathmia diffusa
Heterobathmia diffusa är en fjärilsart som beskrevs av Kristensen och Nielsen 1979. Heterobathmia diffusa ingår i släktet Heterobathmia och familjen Heterobathmiidae. Inga underarter finns listade i Catalogue of Life.